# Jake Dennis
Jake Dennis (Nuneaton, 16 juni 1995) is een Brits autocoureur. In 2023 werd hij wereldkampioen in de Formule E.

## Carrière

### Karting
Dennis begon zijn autosportcarrière in het karting op achtjarige leeftijd voor het team Andy Cox Racing. In 2005 werd hij kampioen in de South West Cadet. In het volgende jaar eindigde hij als derde in het Shenington Club-kampioenschap. In 2008 kreeg hij steun van het Britse opleidingsprogramma Racing Steps Foundation, waarmee hij overstapte naar de KF3-categorie. In zijn eerste jaar werd hij in deze categorie Brits kampioen. In 2010 werd hij kampioen in het MSA Super 1 British Junior Championship en het CIK-FIA U18 World Championship.

### InterSteps en Formule Renault
In 2011 maakte Dennis zijn debuut in het formuleracing in het nieuwe InterSteps-kampioenschap voor het team Fortec Motorsport. Met acht overwinningen uit twintig races werd hij dominant kampioen. Ook reed hij voor Fortec in de Formula Renault UK Finals Series, waar hij met 38 punten uit zes races als negentiende eindigde.
Dennis bleef bij Fortec rijden in 2012, maar stapte over naar de Formule Renault 2.0 NEC nadat de Formule Renault BARC door te weinig inschrijvingen werd opgeheven. Hij behaalde drie overwinningen op de Hockenheimring, de Motorsport Arena Oschersleben en het TT Circuit Assen, waarmee hij kampioen werd met zestig punten voorsprong op Jordan King. Ook reed hij enkele races in de Eurocup Formule Renault 2.0 voor Fortec, waarin hij met één podiumplaats op Spa-Francorchamps als twaalfde in het kampioenschap eindigde met 31 punten. Door zijn prestaties in deze kampioenschappen werd hij genomineerd voor de McLaren Autosport BRDC Award. Met Jack Hawksworth, Josh Hill, Jordan King, Melville McKee en Josh Webster als concurrenten won hij deze prijs ook, waarmee hij op 17-jarige leeftijd tevens de jongste coureur die de prijs won. Hij kreeg een test voor het Formule 1-team McLaren aangeboden.
In 2013 stapte Dennis fulltime over naar de Eurocup Formule Renault voor Fortec. Ondanks dat hij slechts op het Circuit Paul Ricard een podiumplaats behaalde, zorgde een consistente reeks van voornamelijk vierde en vijfde plaatsen ervoor dat hij achter Pierre Gasly, Oliver Rowland en Esteban Ocon als vierde in het kampioenschap eindigde met 130 punten. Ook reed hij enkele races in de Formule Renault NEC voor Fortec, waarbij hij de tweede race in het eerste weekend op de Hockenheimring won. Met 42 punten eindigde hij als 31e in het kampioenschap.

### Formule 3

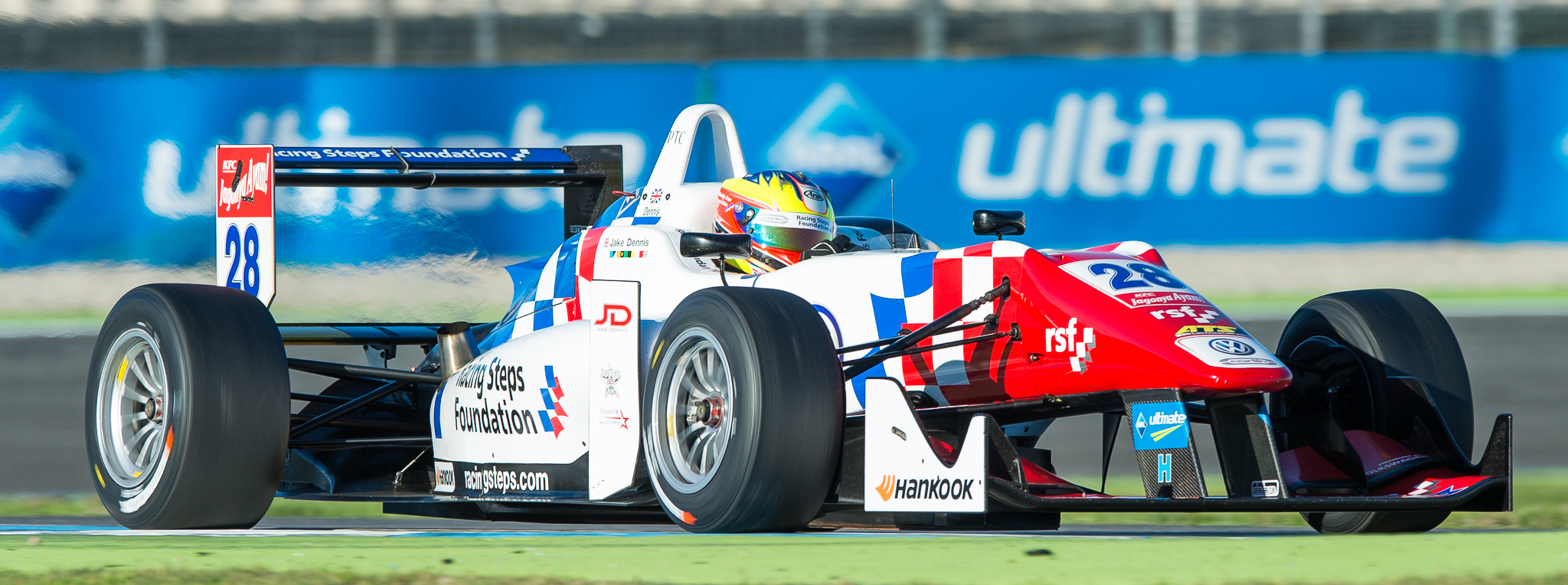
Jake Dennis in F3 - Hockenheimring 2014

In 2014 maakte Dennis zijn debuut in de Formule 3 in het Europees Formule 3-kampioenschap, waar hij overstapte naar het team Carlin. Zijn eerste raceweekend verliep moeilijk, maar hierna werden zijn prestaties beter en stond hij op het podium op het Circuit de Pau-Ville, Spa-Francorchamps en de Red Bull Ring, waardoor hij uiteindelijk als negende in het kampioenschap eindigde met 174 punten.
In 2015 stapte Dennis binnen de Europese Formule 3 over naar het topteam Prema Powerteam. Hij won races in Pau (tweemaal), Spa-Francorchamps (tweemaal), de Red Bull Ring en het Autódromo Internacional do Algarve. Met tien andere podiumplaatsen werd hij achter Felix Rosenqvist en Antonio Giovinazzi derde in het kampioenschap met 377 punten.

### GP3
In 2016 maakt Dennis zijn debuut in de GP3 Series voor het team Arden International.